# Кондратьївські Виселки
Кондратьївські Виселки (рос. Кондратьевские Выселки) — хутір в Медвенському районі Курської області Російської Федерації.
Населення становить 22 особи. Входить до складу муніципального утворення Висоцька сільрада.

## Історія
Населений пункт розташований на території українського етнічного та культурного краю Східна Слобожанщина.
Від 2004 року входить до складу муніципального утворення Висоцька сільрада.

## Населення
| 2002 | 2010 |
| ---- | ---- |
| 25   | ↘22  |